# Atlapetes leucopis
Tico-tico-de-lágrimas ou tico-tico-de-lunetas (Atlapetes leucopis) é uma espécie de ave da família Fringillidae.
Pode ser encontrada nos seguintes países: Colômbia e Equador.
Os seus habitats naturais são: regiões subtropicais ou tropicais húmidas de alta altitude e florestas secundárias altamente degradadas.